# Gårtjejávrre

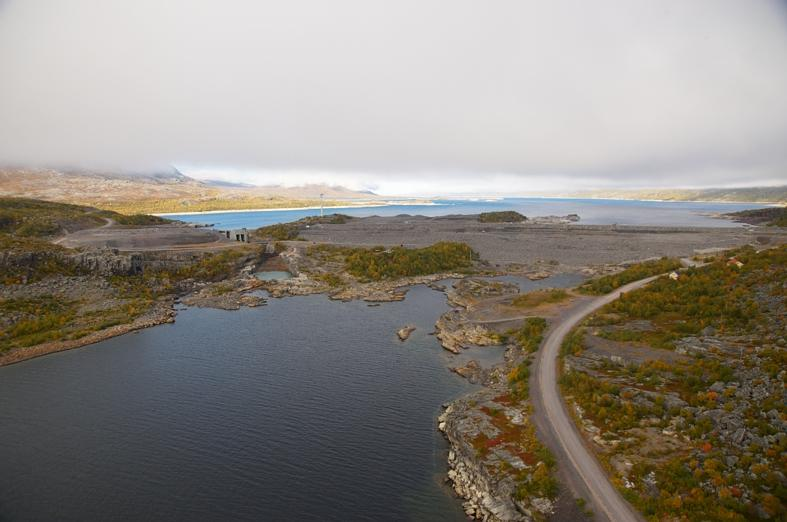
Kårtjejaure och Suorvadammen.

Gårtjejávrre , enligt tidigare ortografi Kårtjejaure, är en sjö i Gällivare kommun och Jokkmokks kommun i Lappland och ingår i Luleälvens huvudavrinningsområde. Sjön är 10 meter djup, har en yta på 7,09 kvadratkilometer och är belägen 411 meter över havet. Gårtjejávrre ligger i Stora Sjöfallet Natura 2000-område. Sjön avvattnas av vattendraget Luleälven (Stora Luleälven).

## Delavrinningsområde
Gårtjejávrre ingår i det delavrinningsområde (749216-160526) som SMHI kallar för Utloppet av Kårtjejaure. Medelhöjden är 675 meter över havet och ytan är 30,66 kvadratkilometer. Räknas de 226 avrinningsområdena uppströms in blir den ackumulerade arean 4 960,4 kvadratkilometer. Avrinningsområdets utflöde Luleälven (Stora Luleälven) mynnar i havet. Avrinningsområdet består mestadels av skog (26 procent) och kalfjäll (44 procent). Avrinningsområdet har 7,2 kvadratkilometer vattenytor vilket ger det en sjöprocent på 23,5 procent. Delavrinningsområdet täcks till 1,18 procent av glaciärer, med en yta av 0,3625 kvadratkilometer.